# Хенри Стимсън
Хенри Луис Стимсън (на английски: Henry Lewis Stimson) е американски политик. Той е бивш министър на отбраната (United States Secretary of War) и държавен секретар (United States Secretary of State) на САЩ.

## Биография
През 1888 г. Стимсън завършва Йейлския университет. По време на следването се запознава с Мабел Уелингтън Уайт, който постъпва година след него. След това Стимсън следва право в Харвардски университет и от 1891 г. работи в адвокатска камара, където през 1893 г. става съдружник.
През 1906 г. Стимсън става прокурор в Ню Йорк. През 1910 г. се включва в изборите за губернатор на щата Ню Йорк като кандидат от Републиканската партия, но не печели. През 1911 г. при управлението на президента Уилям Тафт той е назначен за министър на отбраната. Запазва поста до 1913 г.

## Политика
През 1922 г. заминава на дипломатическа мисия в Никарагуа, където успява да прекрати гражданската война и да насрочи избори. Между 1927 и 1929 г. Стимсън защитава интересите на САЩ като губернатор на Филипините. През годините от 1929 до 1933 при президента Хърбърт Хувър той изпълнява длъжността министър на външните работи на САЩ. От 1940 до 1945 г. за повторен път заема длъжността министър на отбраната на САЩ.